# 莫埃索河

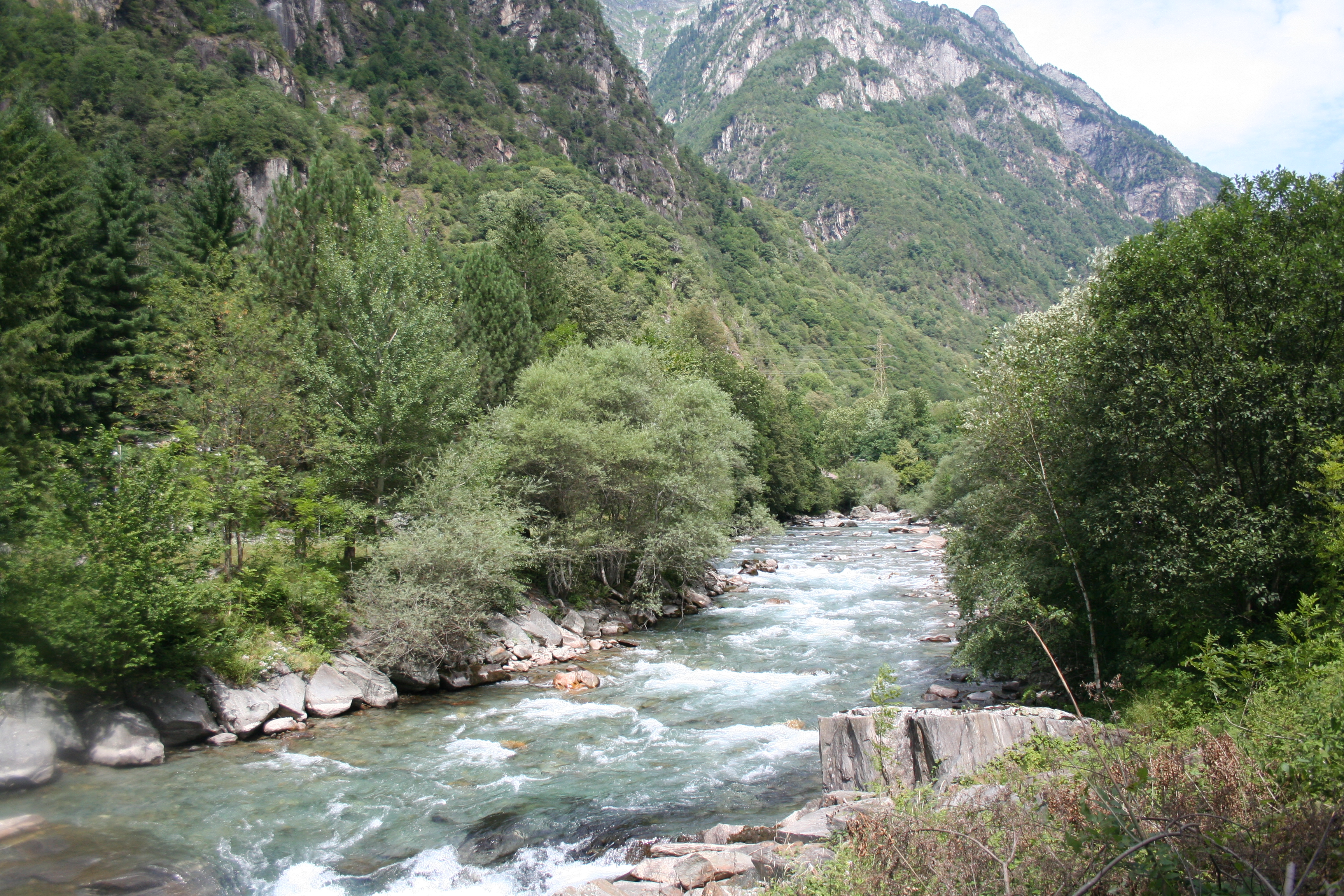

莫埃索河是瑞士的河流，流經格勞賓登州和提契諾州，河道全長47公里，最終注入提契諾河，平均流量每秒10立方米，是皮艇運動（kayaking）的熱門地點。

## 外部連結
- Kayak pictures in Moesa river （页面存档备份，存于）

46°19′19″N 9°12′22″E / 46.322°N 9.2061°E